# Alberto López de Munain Ruiz de Gauna
Alberto López de Munain Ruiz de Gauna (Vitòria, Àlaba, 12 de març de 1969) és un ciclista basc, ja retirat, que fou professional entre 1996 i el 2005. Tota la seva carrera esportiva professional la va dur a terme en el sí de l'equip Euskaltel–Euskadi. En el seu palmarès destaca una victòria d'etapa al Critèrium del Dauphiné Libéré del 2000 i dues etapes de la Volta a Astúries.
Una greu caiguda durant la disputa de la segona etapa del Giro d'Itàlia de 2005 posà fi a la seva carrera esportiva.

## Palmarès
- 1994
  - 1r a la Oñati Saria
- 2000
  - Vencedor d'una etapa de la Volta a Astúries
  - Vencedor del pròleg de la Critèrium del Dauphiné Libéré
- 2001
  - Vencedor d'una etapa de la Volta a Astúries
  - Vencedor d'una etapa de la Clàssica d'Alcobendas

### Resultats al Tour de França
- 2001. 77è de la classificació general.
- 2003. 98è de la classificació general

### Resultats al Giro d'Itàlia
- 2005. Abandona (2a etapa)

### Resultats a la Volta a Espanya
- 1999. 71è de la classificació general.
- 2000. 30è de la classificació general.
- 2001. 129è de la classificació general
- 2002. 65è de la classificació general
- 2004. 91è de la classificació general